# Barchatus cirrhosus
Barchatus cirrhosus — вид морских лучепёрых рыб из семейства батраховых (Batrachoididae).

## Описание
Длина тела до 35 см.

## Ареал
Вид встречается в Индийском океане (Красное море и, вероятно, у побережья Сомали).

## Образ жизни
Это морской тропический вид. Хищная рыба, поджидающая добычу в засаде.

## Barchatus cirrhosusи человек
Barchatus cirrhosus ядовит. Охранный статус вида не определен.

## Галерея

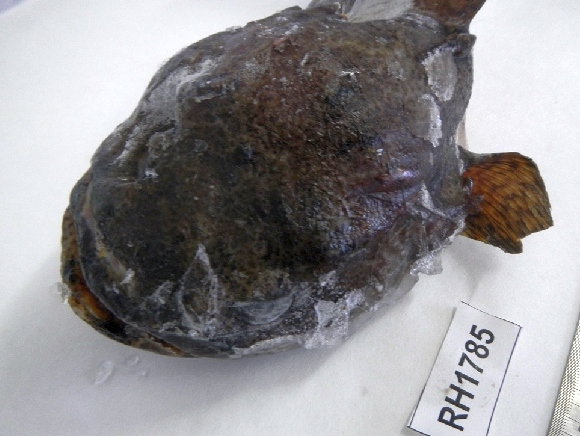